# Fabio Presca
Fabio Ermanno Ernesto Presca (Trieste, 4 dicembre 1930 – Selvazzano Dentro, 16 febbraio 2008) è stato un cestista e dirigente sportivo italiano Contribuì assieme a Franco Flamini e a Padre Luigi Pretto a fondare presso il Collegio Antonianum dei Gesuiti a Padova la sezione Pallacanestro dell'Unione Sportiva Petrarca.

## Carriera
È stato a lungo giocatore di punta della Pallacanestro Petrarca Padova nella massima serie e aveva vestito la maglia azzurra alle Olimpiadi di Helsinki nel 1952. Conclusa la carriera agonistica è stato poi dirigente dell'Unione Sportiva Petrarca, vicegovernatore del Panathlon e presidente nazionale del settore sport ed handicap del Panathlon.
Nel 1972 si era trasferito a Selvazzano Dentro, nella frazione San Domenico, dove ha vissuto fino alla sua morte avvenuta il 16 febbraio 2008. Proprio a San Domenico il 19 febbraio 2011 gli è stato intitolato il nuovo centro civico.